# Francis Lefebure
Francis Lefebure (Parijs, 17 september 1916 - Parijs, 19 maart 1988) was een Frans schoolarts. 

## Evolutie van zijn werk
Van opleiding was hij neurofysioloog. 
Zijn werk is in drie periodes te verdelen.

### Homosofie
In de eerste periode van zijn werk sticht hij op 25 december 1944 de vereniging Homosophie om onderzoek te doen naar de wetten van de overeenstemming (Frans: lois de la similitude) en hun wetenschappelijke, artistieke en pedagogische toepassingen.
In deze periode publiceert hij zijn eerste boeken.

### Homologieën
In de tweede fase van zijn zoektocht richt hij zich op de homologieën, die hij definieert als de kosmische architectuur en de wetten van de symmetrie toegepast op alle domeinen van mens en wetenschap.

### Ritmo-Fosfenische wetenschappen
De laatste en wellicht vruchtbaarste periode van zijn onderzoekswerk heeft als hoofdthema's de fosfenen en de rytmische krachten. Zijn ambitie was de ervaringen van de yogi's te verklaren vanuit de fysiologie.
Hij wilde, door inzicht te krijgen in het mechanisme van deze verschijnselen, nieuwe technieken ontwikkelen om de resultaten ervan te optimaliseren.
Hiertoe ontwikkelde hij een aantal toestellen, waaronder de synchrofoon en de alternofoon.
Hij was de eerste die een grondige studie maakte van het fosfeen.
Eerder hadden onderzoekers als Gustav Theodor Fechner en anderen reeds met fosfenen geëxperimenteerd, zonder echter een theorie te formuleren.
Het volledig werk van Dr. Lefebure is thans bekend als de ritmo-fosfenische wetenschappen.
Hij heeft dit samengevat in een twintigtal boeken.
Het is een ontmoeting geworden van wetenschap en esoterie. Hij doet hierin een poging om zijn inwijdingservaringen bij enkele meesters zoals de kunstschilder Stanislas Stückgold en de diplomaat en Martinist Arthème Galip te verklaren vanuit wetenschap en fysiologie.